# 北緯65度線
北緯65度線（ほくい65どせん）は、地球の赤道面より北に65度の角度を成す緯線。大西洋、ヨーロッパ、アジア、北アメリカを通過する。
この緯度の下では、夏至点時の可照時間は22時間2分で、冬至点時は3時間35分である。

## 通過する地域一覧
北緯65度線は、本初子午線から東に向かって以下の場所を通っている。
| 地理座標                                               | 国土・領土・領海 | 備考                                                                      |
| ------------------------------------------------------ | ---------------- | ------------------------------------------------------------------------- |
| 北緯65度0分 東経0度0分 / 北緯65.000度 東経0.000度      | 大西洋           | ノルウェー海                                                              |
| 北緯65度0分 東経11度37分 / 北緯65.000度 東経11.617度   | ノルウェー       | ヌール・トロンデラーグ県、ヌールラン県                                    |
| 北緯65度0分 東経14度10分 / 北緯65.000度 東経14.167度   | スウェーデン     |                                                                           |
| 北緯65度0分 東経21度23分 / 北緯65.000度 東経21.383度   | バルト海         | ボスニア湾                                                                |
| 北緯65度0分 東経24度34分 / 北緯65.000度 東経24.567度   | フィンランド     | ハイルオト島及び本土                                                      |
| 北緯65度0分 東経29度36分 / 北緯65.000度 東経29.600度   | ロシア           |                                                                           |
| 北緯65度0分 東経34度48分 / 北緯65.000度 東経34.800度   | 白海             | オネガ湾                                                                  |
| 北緯65度0分 東経35度42分 / 北緯65.000度 東経35.700度   | ロシア           | ソロヴェツキー諸島                                                        |
| 北緯65度0分 東経35度51分 / 北緯65.000度 東経35.850度   | 白海             | オネガ湾                                                                  |
| 北緯65度0分 東経36度48分 / 北緯65.000度 東経36.800度   | ロシア           | オネガ半島                                                                |
| 北緯65度0分 東経37度43分 / 北緯65.000度 東経37.717度   | 白海             | ドビナ湾                                                                  |
| 北緯65度0分 東経40度19分 / 北緯65.000度 東経40.317度   | ロシア           |                                                                           |
| 北緯65度0分 東経179度53分 / 北緯65.000度 東経179.883度 | ベーリング海     | アナディリ湾                                                              |
| 北緯65度0分 西経175度52分 / 北緯65.000度 西経175.867度 | ロシア           | チュクチ半島                                                              |
| 北緯65度0分 西経172度13分 / 北緯65.000度 西経172.217度 | ベーリング海     | キング島（アラスカ州、 アメリカ合衆国）のちょうど北を通過。               |
| 北緯65度0分 西経166度41分 / 北緯65.000度 西経166.683度 | アメリカ合衆国   | アラスカ州                                                                |
| 北緯65度0分 西経141度0分 / 北緯65.000度 西経141.000度  | カナダ           | ユーコン準州 ノースウエスト準州 - グレートベア湖を貫通する。 ヌナブト準州 |
| 北緯65度0分 西経87度7分 / 北緯65.000度 西経87.117度    | カナダ           | Roes Welcome Sound                                                        |
| 北緯65度0分 西経86度12分 / 北緯65.000度 西経86.200度   | カナダ           | ヌナブト準州 - サウサンプトン島                                           |
| 北緯65度0分 西経83度17分 / 北緯65.000度 西経83.283度   | カナダ           | フォックス湾                                                              |
| 北緯65度0分 西経78度3分 / 北緯65.000度 西経78.050度    | カナダ           | ヌナブト準州 - バフィン島                                                 |
| 北緯65度0分 西経66度30分 / 北緯65.000度 西経66.500度   | カナダ           | カンバーランド湾                                                          |
| 北緯65度0分 西経63度49分 / 北緯65.000度 西経63.817度   | カナダ           | ヌナブト準州 - カンバーランド半島、バフィン島                             |
| 北緯65度0分 西経63度27分 / 北緯65.000度 西経63.450度   | デービス海峡     |                                                                           |
| 北緯65度0分 西経52度11分 / 北緯65.000度 西経52.183度   | グリーンランド   |                                                                           |
| 北緯65度0分 西経39度47分 / 北緯65.000度 西経39.783度   | 大西洋           | デンマーク海峡                                                            |
| 北緯65度0分 西経23度14分 / 北緯65.000度 西経23.233度   | アイスランド     |                                                                           |
| 北緯65度0分 西経13度36分 / 北緯65.000度 西経13.600度   | 大西洋           | ノルウェー海                                                              |